# Teixeirinha (futebolista)
Elísio dos Santos Teixeira, mais conhecido como Teixeirinha (São Paulo, 4 de março de 1922 — São Paulo, 17 de agosto de 1999), foi um futebolista brasileiro, muito conhecido por ser ídolo do São Paulo, sendo um dos maiores destaques do grande time tricolor dos anos 1940, conhecido como Rolo Compressor.

## Biografia
Ingressou nos aspirantes do São Paulo em agosto de 1938, quando tinha dezessete anos. Em 8 de outubro, jogou sua primeira partida no time principal, contra o Sanjuanense. É o segundo jogador que mais tempo atuou no São Paulo, participando de dezoito temporadas, sendo superado somente por Rogério Ceni. Seu último jogo foi contra o Rio Branco, do Espírito Santo, em 25 de março de 1956. Primava pela regularidade: dizia-se que nunca jogava mal. Sua jogada característica era carregar a bola até a linha de fundo e virar para o meio, colocando o companheiro em condições de concluir para o gol.
É o quarto maior artilheiro da história do São Paulo, com 189 gols, atrás de Serginho Chulapa (242), Gino (233) e Luís Fabiano (193 até agosto de 2014), sendo o quinto jogador que mais atuou pelo clube: 516 vezes.
Foi campeão paulista em 1943, 1945, 1946, 1948, 1949 e 1953, além de vice-campeão estadual em 1941, 1944, 1950 e 1952.

## Títulos
São Paulo
- Campeonato Paulista[2]: 1943, 1945, 1946[4], 1948[5], 1949 e 1953